# Heilig Hartbeeld (Berg)

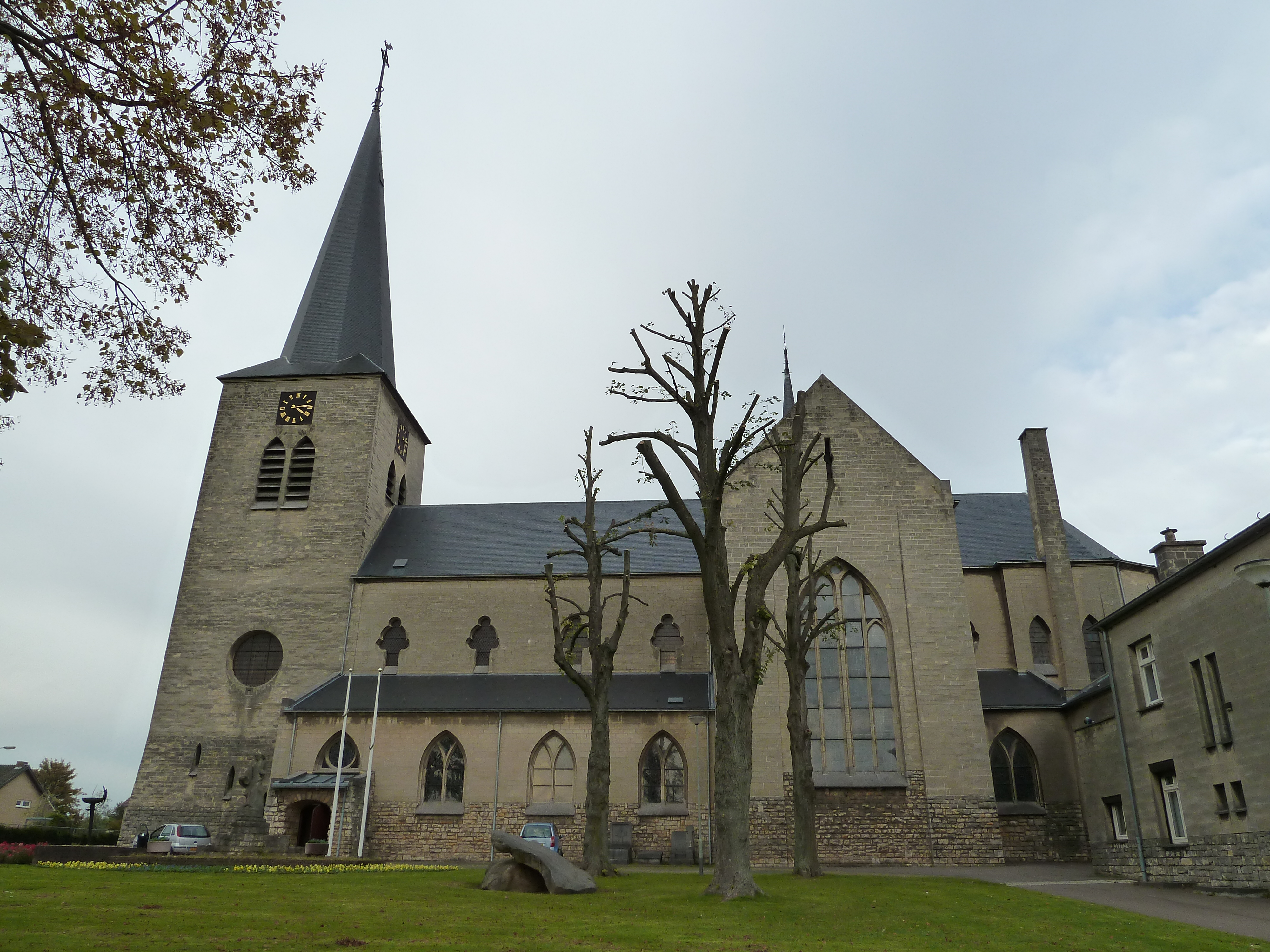
Heilig Hartbeeld voor de kerk

Het Heilig Hartbeeld is een standbeeld in de Nederlandse plaats Berg, in de provincie Limburg.

## Achtergrond
Het Heilig Hartbeeld is een oorlogsmonument, opgericht door oud-militairen ter nagedachtenis aan omgekomen kameraden. Het werd gemaakt door Jean Weerts en is in 1948 geplaatst naast de Sint-Monulphus en Gondulphuskerk.

## Beschrijving
Het beeld toont een Christusfiguur ten voeten uit, gekleed in een lang gewaad. Zijn gedraaide houding suggereert beweging. Christus heeft zijn rechterhand naar voren gestoken en wijst met zijn linkerhand naar het Heilig Hart op zijn borst.
In het muurtje aan weerszijden van de sokkel zijn tegels aangebracht met een aantal passiewerktuigen: het kruis, kruisnagels, de doornenkroon en een lans met spons. Een plaquette aan de achterzijde van de sokkel vermeldt: 

TER GEDACHTENIS AAN
GEVALLEN KAMERADEN
MATTH. MEIJERS - JAN BESSEMS
JOS GILISSEN 1940 - 1945
DE OUD MILITAIREN
BERG - TERBLIJT